# Cholera (opowiadanie)
Cholera – opowiadanie Zygmunta Krasińskiego z 1831, pisane po francusku o zbrodniczym Hiszpanie zmuszonym rozsiewać cholerę.

## O utworze
Opowiadanie powstało w październiku 1831 i jest wedle słów Krasińskiego z listu do Reeve'a: historią w duchu Balzaka. Jego bohaterem jest młody zbrodniarz, Hiszpan, na którego tajemnicze towarzystwo kapłańskie nałożyło obowiązek rozsiewania w Wiedniu cholery przy pomocy proszku. W ten sposób mają się spełnić wyroki boże w stosunku do Wiednia, a bohater ma odpokutować za swą zbrodnię. Hiszpan jest zmuszony posypać proszkiem również swą ukochaną. Jej straszliwe męki doprowadzają go do śmierci. Pomysł, by z epidemii cholery uczynić bicz boży podsunęła poecie prasa bieżąca donosząca o lokalnych ogniskach tej choroby w różnych częściach Europy. Jak wynika z korespondencji Krasińskiego, wizje zagłady miasta w wyniku epidemii, należały do jego ówczesnych obsesji.
Badacze doszukują się w opowiadaniu wpływów Balzaka, Ballanche'a i Byrona. Krasiński, krytyczny wobec realistycznych powieści Balzaka, bardzo zainteresował się jego twórczością romantyczną Jaszczurem i Opowiadaniami filozoficznymi: przeczuciami dotyczącymi agonii świata, tajemniczymi bohaterami posiadającymi magiczną moc i działającymi według wskazówek otrzymanych z zaświatów, teozofią francuskiego pisarza. Od Balzaka przejął portretowanie bohaterów poprzez szczegółowe przedstawienie ich wyglądu zewnętrznego, uzupełnione jedynie domysłami co do ich charakteru i przeszłości. Najbardziej jednak interesowała Krasińskiego w Balzaku idea stworzenia powiastki filozoficznej w oparciu o oświeceniowe wzory, łączącej sensacyjność fabuły z elementami dyskursywnymi. Gatunek ten znakomicie nadawał się do przedstawienia przemyśleń historiozoficznych poety. Cholera wykazuje również podobieństwo do Homme sans nomme Ballanche'a, opowieści o bezimiennym królobójcy, będącego narzędziem sił od niego wyższych. Krasiński fascynuje się bowiem zagadnieniem jednostki, wybranej przez Boga do ingerencji w losy świata. Z Byronem łączy opowiadanie Krasińskiego postać buntownika, mającego na sumieniu wielką, bliżej nieokreśloną zbrodnię, którą jednak usprawiedliwia zgodnie z Ballanche'owską koncepcją działania zgodnie z planami boskimi.